# Torre di via Cristoforo Colombo
La torre di via Cristoforo Colombo è una torre situata a Castiglione della Pescaia, nella provincia di Grosseto, in Toscana.

## Storia
Edificata lungo il circuito delle antiche mura pisane di Castiglione della Pescaia risalenti al X secolo, la torre di guardia fu costruita a protezione del lato del borgo che prospetta verso il canale ed il mare. Parte del suo aspetto le è stato conferito da una probabile ricostruzione avvenuta nella prima metà del XII secolo.
Il successivo graduale abbandono dell'antico insediamento a vantaggio del borgo sopraelevato determinò un lento ed inesorabile declino della struttura turriforme, che tuttavia si è ben conservata nel corso dei secoli a differenza dell'antica cinta muraria eretta dai Pisani nella parte bassa.
Durante il XX secolo, la torre si è venuta a trovare addossata ad altri fabbricati eretti durante l'espansione urbanistica novecentesca verso l'area in cui in epoca alto-medievale sorgeva il perduto insediamento abitativo costruito dai Pisani.

## Descrizione
La torre di via Cristoforo Colombo, assieme alla torre Lilli e ai resti di un altro edificio turriforme in via delle Vacche, è una delle torri difensive supersititi delle perdute mura pisane. Si presenta a pianta quadrata, con basamento a scarpa nella parte angolare che non è rimasta addossata agli edifici di epoca novecentesca. Il fabbricato turriforme è ben riconoscibile per le strutture murarie esterne interamente rivestite in pietra.
La torre si sviluppa su tre livelli contigui e risulta frazionata in varie unità abitative a seguito del cambio di destinazione avvenuto in epoca moderna. Nonostante sia stato parzialmente alterato il suo aspetto originario viste le diverse funzioni a cui è stata adibita, la torre è ben visibile dal lungocanale grazie agli inconfondibili elementi stilistici che la contraddistinguono.